# Hoy (Extremadura)
El diari Hoy és un periòdic extremeny en castellà d'informació general, de pagament i de distribució matinal propietat del grup Vocento i amb seu a Badajoz, Extremadura, Espanya. Va ser fundat per Editorial Catòlica l'any 1933, tot substituint el Correo Extremeño.
El primer director en fou Santiago Lozano i durant la Segona República Espanyola, el diari es mantingué ideològicament afí a la CEDA. Durant el Franquisme va passar a ser controlat per Edica, fins que el 1988 va ser adquirit per Vocento, grup que en manté la propietat fins a l'actualitat.